# São João do Rio do Peixe
São João do Rio do Peixe är en kommun i Brasilien.   Den ligger i delstaten Paraíba, i den östra delen av landet, 1 400 km nordost om huvudstaden Brasília. Antalet invånare är 18 201.
Omgivningarna runt São João do Rio do Peixe är huvudsakligen savann. Runt São João do Rio do Peixe är det ganska tätbefolkat, med 60 invånare per kvadratkilometer.